# Glukozaminatna amonijak-lijaza
Glukozaminatna amonijak-lijaza (EC 4.3.1.9, glukozaminska dehidraza, D-glukozaminatna dehidrataza, D-glukozaminsko kiselinska dehidraza, aminodezoksiglukonatna dehidrataza, 2-amino-2-dezoksi--glukonat hidrolijaza (deaminacija), aminodezoksiglukonatna amonijak-lijaza, 2-amino-2-dezoksi--glukonatna amonijak-lijaza, D-glukozaminatna amonijak-lijaza) je enzim sa sistematskim imenom D-glukozaminat amonijak-lijaza (izomerizacija, formira 2-dehidro-3-dezoksi--glukonat). Ovaj enzim katalizuje sledeću hemijsku reakciju
-glukozaminat {\displaystyle \rightleftharpoons } 2-dehidro-3-dezoksi--glukonat + NH3
Ovaj enzim sadrži piridoksal fosfat.

## Literatura
- Nicholas C. Price; Lewis Stevens (1999). Fundamentals of Enzymology: The Cell and Molecular Biology of Catalytic Proteins (Third изд.). USA: Oxford University Press. ISBN 019850229X.
- Eric J. Toone (2006). Advances in Enzymology and Related Areas of Molecular Biology, Protein Evolution (Volume 75 изд.). Wiley-Interscience. ISBN 0471205036.
- Branden C; Tooze J. Introduction to Protein Structure. New York, NY: Garland Publishing. ISBN 0-8153-2305-0.
- Irwin H. Segel. Enzyme Kinetics: Behavior and Analysis of Rapid Equilibrium and Steady-State Enzyme Systems (Book 44 изд.). Wiley Classics Library. ISBN 0471303097.

## Spoljašnje veze
- Glucosaminate+ammonia-lyase на 